# Перша балканська війна
Перша Балканська війна (1912–1913) (у Болгарії відома як Балканська війна) — війна Балканського союзу (Болгарське царство, Грецьке королівство, Королівство Сербія, Королівство Чорногорія) проти Османської імперії з 9 жовтня 1912 по 30 травня 1913. Причиною війни постало прагнення Королівства Сербія, Болгарського царства, Королівства Чорногорія і Королівства Греція розширити свої території. Війна завершилася Лондонським мирним договором.
Перший період війни (жовтень— грудень 1912) характеризувався масштабним наступом військ Балканського союзу. Під час перемир'я бойові дії припинили Османська імперія, Королівство Сербія і Болгарське царство, але Грецьке королівство і Королівство Чорногорія продовжували війну. Другий період війни (лютий— травень 1913) мав позиційну війну, не рахуючи штурма Едірне (Адріанополя). Після закінчення Першої Балканської війни країни-учасниці Балканського союзу не були задоволені Лондонським мирним договором, що спричинило Другу Балканську війну.

## Причини

### Історичні передумови. Політика великих держав
У XV столітті турки, зайнявши Малу Азію, почали завоювання Балканського півострова, Близького Сходу та Північної Африки. Після завоювання Константинополя сформувалася Османська імперія. Через деякий час вона вже включала в свій склад величезні території на сході Середземномор'я, у Причорномор'ї та на заході Азії. На цих землях проживало безліч народів, що відрізнялиться від турків за віросповіданням, етнічним походженням та світоглядом. На Балканському півострові, ще до його включення до складу імперії, вже проживало до 15 народів.
Неодноразово проти панування Османської імперії на півострові відбувалися повстання, що закінчувалися поразкою повсталих. У XIX столітті, на хвилі антиколоніальних війн і повстань, в регіоні сталася низка визвольних воєн. З'явилися такі держави, як Греція, Болгарія, Сербія, Чорногорія, Румунія. Попри це, самовизначення не домоглися албанці, а на територіях, як і раніше контролювалися османським урядом, проживало кілька мільйонів македонців, близько мільйона сербів і півмільйона греків. Також ці землі історично вважалися частинами новостворених балканських держав.
Після Італо-турецької війни країни Балканського півострова, противники Османської імперії, усвідомили необхідність в консолідації. Об'єднуючими факторами послужили як загальні цілі, так і загальні риси народів — серби, чорногорці і болгари були православними слов'янами. Православними були і греки. Важливе значення в регіоні грала Російська імперія, яка змагалася на Балканах з Австро-Угорською імперією, і їй необхідно було утвердитися в цій частині Європи.

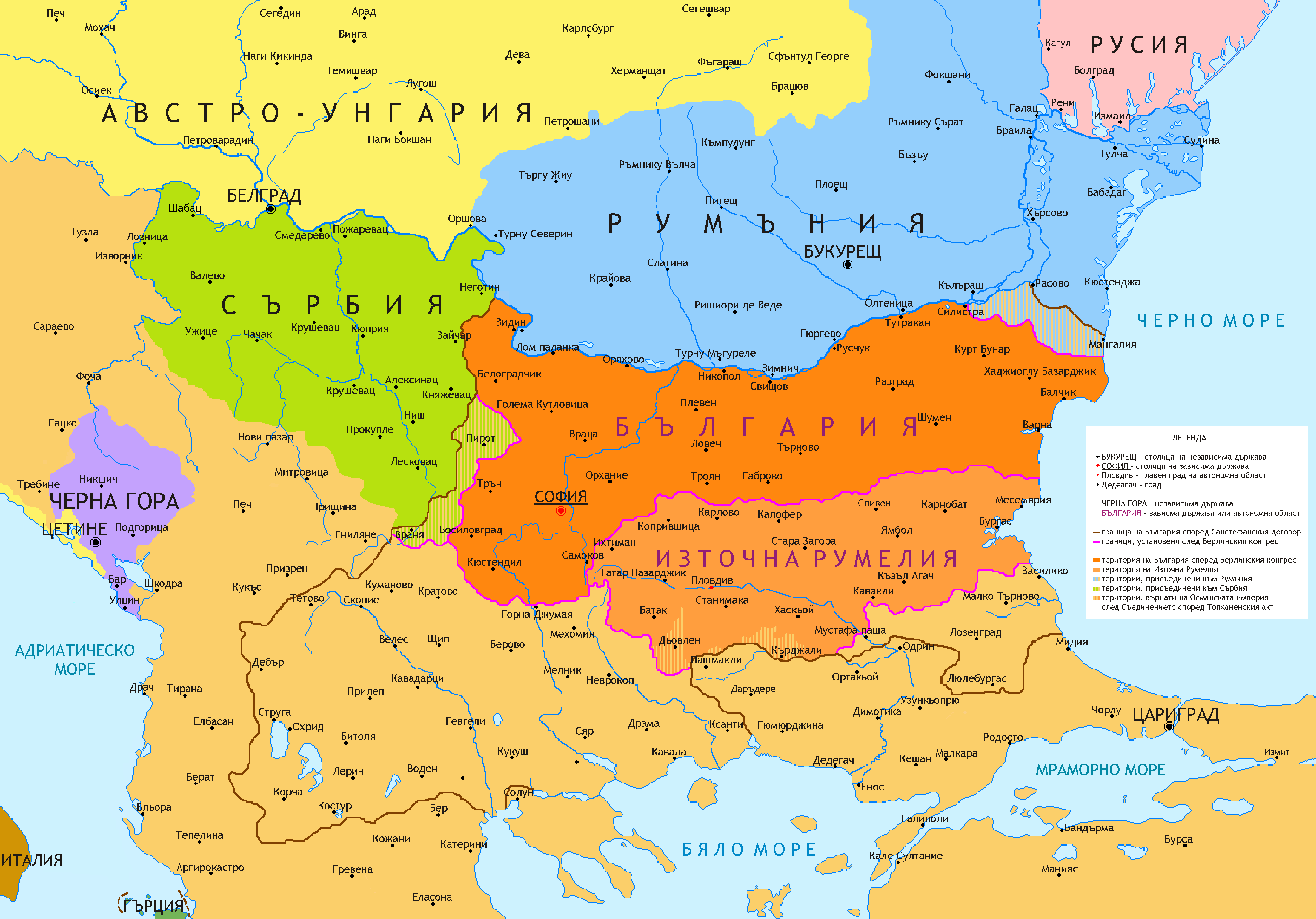
Політична карта Балканського півострова до Першої Балканської війни

Саме з її ініціативи 13 березня 1912 між Королівством Сербія і Болгарським царством була підписана угода про створення оборонного союзу. 12 травня відносини між країнами були укріплені. 29 травня до союзу приєдналось Грецьке королівство, яке не бажало залишитися без територіальних виграшів за рахунок Османської імперії. Але й Королівство Сербія і Болгарське царство були вкрай зацікавлені в участі грецького флоту у військових діях, щоб перекрити османські комунікації з Малою Азією та Близьким Сходом. Пізніше союзний договір підписали Королівство Чорногорія і Болгарське царство. Таким чином, як і задумував російський уряд, на півострові сформувався потужний союз, спрямований проти Австро-Угорської імперії. Однак подальші події розвивалися не за планом Російської імперії. Балканський союз, замість протистояння з Австро-Угорщською імперією почав приготування до війни зі своїм старим ворогом — Османською імперією. Так як союз очолили Болгарське царство і Королівство Сербія, вони за рахунок допомоги союзників зважилися задовольнити свої територіальні претензії.
Прагнення Королівства Сербія до Боснії і Герцеговини було зірвано австро-угорською анексією краю в жовтні 1908, тоді сербів, зосередили свою увагу на своїй історичній колисці — Косово та на південній експансії. Грецькі офіцери, після заколоту в серпні 1909, домоглися призначення прогресивного уряду на чолі з Елефтеріосом Венізелосом, який, як вони сподівалися, здатен вирішити Критське питання на користь Королівства Греція і переглянути їх поразку в 1897 Османській імперії. Болгарське царство, яке домоглося від Османської імперії визнання її незалежності в квітні 1909, і користувалась дружбою з Російської імперії, а також планувала експансію на Османську Фракію і Македонію. У березні 1910, албанське повстання спалахнуло в Косово. У серпні 1910, Королівство Чорногорія надала Болгарському царству прецедент, ставши королівством.
1911 року Королівство Італія розпочала вторгнення в Триполітанію, і незабаром окупувала острови Додеканес. Італійська вирішальна військова перемога над Османською імперією значною мірою вплинула на підготовку до війні Балканських держав проти Османської імперії. Таким чином, навесні 1912 року, проведення консультацій між християнськими Балканськими державами привели до військового союзу, що став відомим як Балканська ліга.
Великі держави, в передусім Французька республіка і Австро-Угорська імперія, відреагували на цю дипломатичну сенсацію, намагаючись відмовити лігу від вступу в війну, але не вдало. Наприкінці вересня, Ліга й Османська імперія мобілізували свої армії. Королівство Чорногорія першою оголосила війну 8 жовтня. Три інших держави 13 жовтня оголосили Порті ультиматум, неможливий для виконання, і 17 жовтня оголосили війну.

## Передумови і плани
Чотири союзницькі держави не мали будь-якого загального плану або будь-якої спроби координувати свої дії. Навпаки, війна мала проводитися кожною державою в індивідуальному порядку, і можна розділити на чотири театри воєнних дій. Болгари зіштовхнулися з більшою частиною османських військ, які захищали напрям до Константинополя у Фракії, а також військові дії у Македонії, серби і чорногорці діяли в Косово, Санджаку, у північній частини Македонії і Албанії; греки діяли на півдні Македонії в напрямку Салоніки, а також в напрямку Яніни.

### Болгарське царство
Болгарське царство, в ті часи часто знана як «Прусія на Балканах», була в військовому плані найпотужнішою з чотирьох держав, з добре навченою і оснащеною армією. У мирний час мала армію в 60 000 осіб, яка збільшувалась в ході війни до 370 000, з загальною мобілізацією 600 000 осіб, з населення 4 300 000. болгарська армія мала 9 піхотних дивізій, 1 кавалерійську дивізію і 1116 одиниць артилерії. Головнокомандувачем був цар Фердинанд I, тоді як фактична влада була в руках його заступника, генерала Михайло Савова. Болгарське царство також мало невеликий флот з шести торпедних катерів, дія яких була обмежена операціями на Чорному морі.
Головний удар Болгарського царства під час війни був спрямований на Фракію і Македонію. Остання мала бути розподілена з Королівством Сербія і Королівством Греція, хоча обидва терени були колишніми болгарськими землями виключеними з царства згідно з Берлінським конгресом у 1878, бо європейські керманичі не мали бажання мати потужної країни на уламках Османської імперії. Перша армія, під головуванням Василя Кутинчева складалась з 3 піхотних дивізій, була розгорнута на південь від Ямболу, операції планувались вздовж річки Тунджа. Друга армія, під головуванням Ніколи Іванова, складалась з 2 піхотних дивізій і 1 піхотної бригади була розгорнута на захід від першої і їй було доручено захопити фортецю Адріанополь (Едірне). Третя армія, під головуванням Радко Димитрієва, була розгорнута східніше за першу, і складалась з 3 піхотних дивізій, мала перетнути гори Стран'я і взяти фортецю Лозенград (Киркларелі). 2-й і 7-й дивізіям були призначені незалежні задачі — бойові дії в Західній Фракії і Східній Македонії відповідно.

### Королівство Сербія
Хоча значно менша, аніж болгарська армія, сербські війська були також значні. Королівство Сербія мала приблизно 230 000 вояків, близько 230 гармат, згрупованих в 10 піхотних дивізій, дві піхотні бригади і кавалерійську дивізію, під головуванням колишнього військового міністра Радомира Путника. Сербське верховне головнокомандування, у своїй довоєнній доктрині, дійшло висновку, що вирішальна битва проти османської Вардарської армії буде на плато Овче Поле, біля Скоп'є. Таким чином, основні сили було згруповано в трьох арміях для просування на Скоп'є, а дивізія і бригада були додані до чорногорців для боїв в санджаку Нові-Пазар.
Першою армією керував генерал Петар Бойович; він мав найбільшу кількість військ, і був у центрі наступу на Скоп'є. Друга армія на чолі з генералом Степа Степанович, складалась з однієї сербської і однієї болгарської (7 Рильська) дивізій. Вона розташовувалась на лівому фланзі фронту і просувалась до Страцину. Болгарська дивізія була включена до сербської армії згідно з довоєнними домовленостями, але дивізія перестала підпорядковуватися наказам генерала Степановича, щойно розпочалася війна, а лише наказам вищого болгарського командування. Третя армія під командуванням генерала Божидара Янковича, розташовувалась на лівому фланзі фронту, мала завдання визволення Косова, а потім приєднатися до інших армій в очікуваній битві на Овче Поле.

### Грецьке королівство
Грецьке королівство вважається найслабшим з трьох головних союзників, оскільки воно зазнало принизливої поразки від Османської імперії в греко-турецькій війні 1897 р. і воліло діяти рішуче проти османської армії. Проте Грецьке королівство мало сильний флот, який мав життєво важливе значення для ліги, оскільки лише вона могла запобігти підвезення османських підкріплень з Азії в Європу. За даними грецького посла у Софії, під час переговорів, щодо вступу Королівства Греція у Лігу: «Греція може забезпечити 600 000 військових, 200 000 допомоги, і флот який зможе зупинити перевезення 400 000 вояків Османської імперії між Салоніками та Галліополі».
Армія зазнала реорганізацію завдяки французькій військовій місії. Після мобілізації, було згруповано дві армії. Фессалійська армія, на чолі з принцом Костянтином та Панайотісом Данглісом як начальником штабу, направила 7 піхотних дивізій, кавалерійський полк і 4 окремих евзонських батальйонів, загальною чисельністю 100 000 осіб. Вона мала подолати укріплені позиції османського кордону й просуватися у напрямку Західної та Центральної Македонії, з метою зайняти Салоніки.
Надалі від 10до 13 тисяч осіб було направлено в Епірську армію, для просування на Епір. Оскільки не було сподівань захопити добре укріплену столицю Яніну, її завданням було відволікання османського війська до надходження підкріплення у Фессалійську армію задля успішного завершення операції.
Грецький флот також мав використати острови Егейського моря, що перебували під Османським кермом і забезпечити військово-морську перевагу. Флот Егейського моря, під головуванням контр-адмірала Павлоса Кунтуріотіса, мав три лінкори, сім есмінців і новий крейсер «Георгіос Авероф», на який покладались грецькі плани щодо військово-морського панування в Егейському морі. Грецьке королівство приєдналось до Королівства Сербія пізніше.

### Королівство Чорногорія
Чорногорці мали заслужену репутацію загартованих й досвідчених бійців, але їх армія була як малою, так і певною мірою застарілою. Після завершення мобілізації в перший тиждень жовтня, Королівство Чорногорія скерувала 35 600 вояк, 126 гармат, створила чотири дивізії, кожна з трьох полків. Їх номінальним командувачем був король Нікола І, з реальною владою його начальника штабу генералом Лазоровичем. Головною метою війни було захоплення головного міста Шкодер, тоді як другорядні операції мали проводитися у місті Нові-Пазар.

### Османська імперія
У 1912 року османи опинилися в складному становищі. Вони брали участь у затяжній війні з італійцями в Лівії, яка тривала до 15 жовтня, яка скінчилась за кілька днів після початку бойових дій на Балканах. Тому вони не змогли істотно посилити свої позиції на Балканах, тому як відносини з балканськими державами погіршилися протягом року.
Османському військовому потенціалу перешкоджала нестабільність, викликана Молодотурецькою революцією і боротьбою із контрреволюційним переворотом кілька місяців пізніше. Зусилля з реорганізації армії німецькою місією наслідків не дало. Регулярна армія (Низамі) була добре оснащена і навчена, але резерви (Редіф) включали багато не мусульманських вояків.
Османська імперія мала дві армії в Європі, перша армії у Фракії, а друга армія на Балканах. Перша армія складалась з чотирьох корпусів і була регулярною. І корпус включав 1, 2, і 3-тю дивізії і дві кавалерійські бригади. II корпус складався з 4, 5 і 6 дивізії. III корпус був елітним складався з 7, 8 і 9 дивізії і кавалерійської бригади. IV корпус складався 10, 11 і 12 дивізій і кавалерійської бригади. Кожен корпус також мав власну артилерію. Перша армія могла поповнюватись до 14 дивізій Редіф. Редіф дивізії не були пронумеровані, а звались на честь міста, де вони базувались.
Друга армія на Балканах, складалась з трьох корпусів. Це V корпус включав 13, 14 і 15 дивізії і кавалерійську бригаду, VI корпус мав у складі 16, 17 і 18 дивізію і кавалерійську бригаду, VII корпус включав 19, 20 і 21 дивізію і кавалерійську бригаду. Нарешті, для зміцнення армії налічувалося 12 Редіф дивізій, які мобілізували з місцевого населення, на Балканах. Під час війни османи планували залучити більше військ з Сирії — Назимі і Редіф. Греки тримали контроль над Егейським морем і мали запобігти підвезенню цих підкріплень. Але на той час вже була побудована залізниця і підвезення вояків могло бути зроблено нею.
Османський Генеральний штаб, за сприянням німецької військової місії, розробив 12 військових планів. Військові плани були розроблені для боротьби з різними варіаціями сил супротивника. Робота над планом № 5, була проти поєднання військ Болгарського царства, Королівства Греція, Королівства Сербія та Королівства Чорногорія, була на завершальному етапі, й була спрямована в штаби армій для розробці місцевих планів.

## Військові дії
Чорногорія першою почала Першу Балканську війну, оголосивши війну проти Османської імперії 8 жовтня 1912 року.

### Болгарський театр воєнних дій
Перші великі бої відбулись на лінії Адріанополь — Киркларелі, де болгарські І і III Армії (загалом 110 000 вояків) завдали поразки османській Східній Армії (130 000 вояків) біля Гечкенлі (Gechkenli), Селіолу (Seliolu) і Петри. Фортеця Адріанополь була обложена і Киркларелі було зайнято без опору під тиском Третьої болгарської армії.
Болгарське вище командування вирішило зачекати кілька днів, що дозволило османи зайняти оборонну позицію на лінії Люлебургас — Караагач — Бунаргісар. Попри це, першим болгарським нападом Перша і Третя армії розгромили османські війська, чисельністю близько 130 000, і досягли Мармурового моря. Але османи, за допомогою свіжих підкріплень з азійських провінцій, створили свою третю найміцнішу оборонну позицію — Чаталджинську лінію, через півострів, де розташовано Константинополь.
17 листопада, болгари почали свій наступ на Чаталджинську лінію, але були відкинуті. Було досягнуто домовленість про перемир'я від 3 грудня між Османською імперією і Болгарією, а також з представниками Королівства Сербія та Королівства Чорногорія — розпочались мирні переговори в Лондоні. Грецьке королівство також брало участь в конференції, але відмовилось погодитися на перемир'я, з тим щоб продовжувати військовий наступ на Епірському напрямку. Проте переговори перервалися 9 лютого, коли младотурки зчинили державний переворот в Константинополі — Енвер-паша повалив уряд Кіаміль-паши. Після закінчення терміну перемир'я, 16 лютого, військові дії відновилися.
Нові османські війська висадилися в Булаїр і Чаркьой. Але після важких боїв вони були знищенні щойно сформованою 4 болгарською армією під командуванням генерала Стіліана Ковачева. Наступ на Чарджу було зірвано.
11 березня, розпочався штурм Адріанополя. Під командуванням генерала Георгія Вазова болгари, за допомогою двох сербських дивізій, захопили місто. Водночас серби і чорногорці захопили Шкодер, греки зайняли Яніну після подолання османських укріплених позицій на Бізані. 30 травня було підписано мирний договір між Османською імперієюю і Балканським альянсом.

### Грецький театр воєнних дій

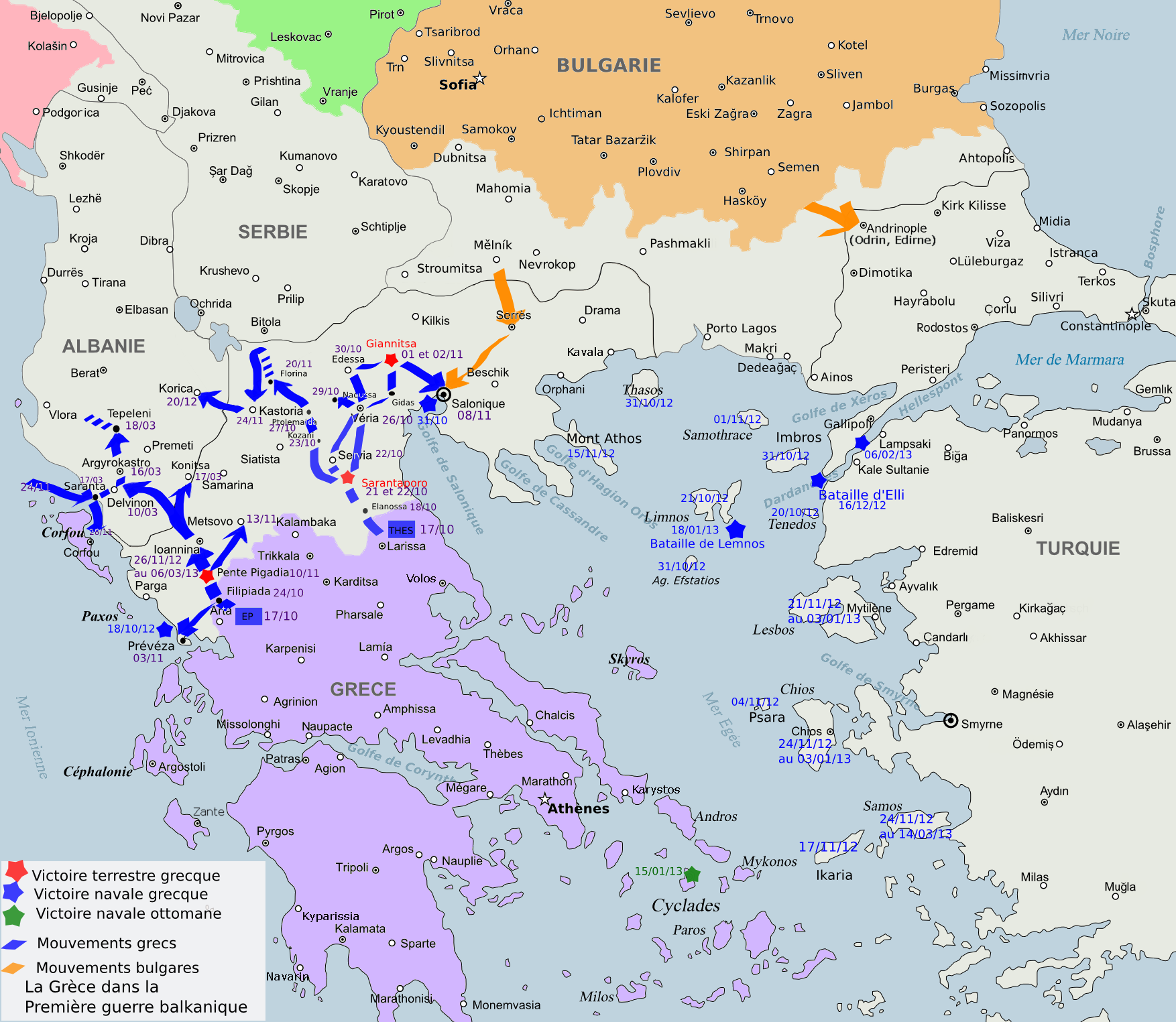
Військові операції грецьких військ під час Першої Балканської війни, (кордони подані за станом кінець Другої Балканської війни)

Грецька Фесалійська армія на чолі з крон-принцом Костянтином І прямувала на Салоніки з півдня, успішно подолала османський опір на Сарантопоро. Після нової перемоги в Янниці, Салоніки і його гарнізон здався грекам 9 листопада. В той же час, болгари направили свою 7 Рильську дивізію з півночі в напрямку Салоніки, але прибули туди наступного дня після його капітуляції. 10 листопада, межа грецької зони окупації проходила лінією, що з'єднує Дойранське озеро до річці Струма. 15 листопада у Західній Македонії Монастир захопили серби, грецька армія запізнилася до бою під Монастирем, тому на неї поклали лише знищення уцілілих загонів османів. Проте греки зазнали поразки в битві при Веві.
На Епірському напрямку, грецька армія успішно захопила Превезу, але не мала досить військ, щоб захопити розроблені німцями оборонні позиції Бізан, які прикривали підхід до Яніни. Після того як кампанію в Македонії було завершено, більша частина армії під командуванням крон-принца були задіяні в Епірі, після падіння османських укріплень в Бізані, 6 березня 1913 року капітулювала Яніна.
На морі грецький флот діяв з перших днів війни. З 6 жовтня до 20 грудня 1912 року, грецька армія і військово-морські загони захопили майже всі острови східної і північної частини Егейського моря, і заснували базу в Мудроський бухті на острові Лемнос, контролюючи вихід з Дарданелл. 8 листопада підполковник Ніколаос Вотсіс направив його торпедний катер в Салоніки під покровом ночі і потопив старий оттоманський броненосець Feth-I-Bulend.
Османський флот знаходився в Дарданеллах на початку війни і був переможений в двох битвах 16 грудня 1912 і 18 січня 1913 року при Еллі і Лемносі, головним чином за рахунок тактичної ініціативи адмірала Кунтуріотіса. Вдало з османського флоту діяв крейсер Hamidiye. Напередодні морського бою при Лемносі, Hamidiye розпочав топити грецькі каботажні судна, сподіваючись відволікти грецький флагман «Георгіос Авероф» і ослабити грецький флот. Османський план зазнав невдачу, хоч Hamidiye мав деякий успіх, затопивши декілька кораблів і бомбардував грецькі порти.

### Сербсько-Чорногорський театр воєнних дій

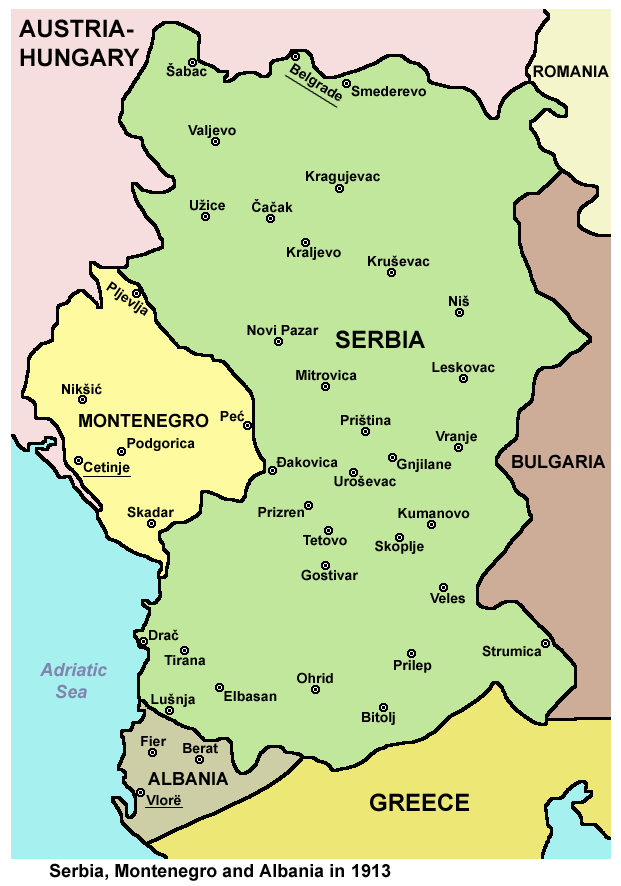

Передчасний початок Королівством Чорногорія війни проти Османської імперії пояснювалося стихійністю мобілізації і присутністю у війську волонтерів. З 4 жовтня на кордоні Османської імперії і Королівства Чорногорія відбувалися невеликі зіткнення, 8 жовтня ці зіткнення переросли в великі бої, і 9 жовтня чорногорці трьома колонами перетнули кордон. Колона чорногорських військ під командуванням генерала Вукотича рушила до міста Беране, ще два загони попрямували до Бєлополля, Плаве і Гусин'ї. У цих містах перебували 4 дивізій османів і ще 9000 арнаутів. 10 жовтня в регіон прибуло ще 2000 османських арнаутів і спробували відкинути чорногорців на їхні вихідні позиції, проте маневр не вдався. 11 жовтня колона королевича Данило взяла штурмом прикордонні висоти Дедич і Шиншаник.
15 жовтня чорногорські війська Данила, після триденної облоги, взяли місто Тузі. Нурри-бей, комендант міста, здав його після того, як чорногорці зайняли оточуючи висоти і відкрили вогонь по місту. Одночасно Вукотич із загоном з ходу узяв Оброво і Бєлополля. 16 жовтня чорногорці сконцентрували сили на напрямі до Беране і в той же день штурмували місто. Наступного дня ними були взято Плава і Гусин'є. Під тиском противника османські війська відійшли до Іпеку, залишивши Ругову. Через день, 18 жовтня, Королівство Сербія, Грецьке королівство і Болгарське царство офіційно почали війну з Османською імперією. Сербські війська, сконцентровані на лінії кордону від Вран'ї до Ужици, перейшли в наступ.
20 жовтня в Бредереве, взятому напередодні чорногорськими військами, армії Королівства Чорногорія і Королівства Сербія об'єдналися в зведений загін і потім рушили на Іпек. До 21 жовтня 1-а сербська армія воювала під Кумановом, друга сербська армія перебувала у Овче поля, 3-тя армія Янковича штурмувала Приштину, 4-та армія Живковича разом з чорногорською армією Данила окупувала Новопазарський санджак.
21 жовтня 1-а армія сербів під командуванням королевича Олександра, наблизившись до Куманова, зіштовхнулася з Західної армією османів. Османи мали 180 000 вояків, серби — 120 000. Ще 40 000 османських вояків перебували неподалік, на Овче поле. До армії Олександра повз того ж поля наближалося підкріплення — 3-тя армія, вже яка зайняла Приштину. 24 жовтня в результаті кривавого бою османи були розбиті. Османи кинули під Кумановом більшість своєї артилерії —156 гармат. У полон серби взяли 2000 османських солдатів і близько 100 офіцерів.
З самого початку війни була встановлена облога Шкодера, чорногорці декілька спробували штурмувати Шкодер, але не вдало. Велика Британія висунула ультиматум Королівству Чорногорія зняти облогу зі Шкодера, чорногорці не поступились. 4 квітня 1913 року у Адріатичне море увійшла міжнародна ескадра і блокувала узбережжя Королівства Чорногорія. Але це вже не могло врятувати Шкодер. Незабаром Шкодер капітулював і 23 квітня 1913 османський гарнізон залишив місто.

## Завершення війни і повоєнна пора
Перша Балканська війна завершилася підписанням Лондонського договору 17 травня 1913. Згідно з договором усі османські території на захід від лінії Енос — Медея було передано Балканський лізі, відповідно до статус-кво під час перемир'я. Договір також оголосив Албанію незалежною державою. Майже вся територія, що була оголошено албанською державою була окупована Королівством Греція чи Королівством Сербія, які неохоче вивели свої війська. Через не вирішене питання розподілу Македонії, практично відразу розпочалась Друга Балканська війна.
| Битви Першої Балканської війни |                 |                                                     |           |                          |                      |          |
| Назва                          | Нападники       | Керманич                                            | Захисники | Керманич                 | Дата                 | Перемога |
| Битва при Сарантапоро          | Греки           | Крон-принц Костянтин І                              | Османи    |                          | 22 жовтня 1912       | Греки    |
| Гіанніцька битва               | Греки           | Крон-принц Костянтин І                              | Османи    | Гасан Тахсин паша        | 1 листопада 1912     | Греки    |
| Кумановська битва              | Серби           | Генерал Радомир Путник (звання Воєводи після битви) | Османи    | Генерал Зеккі-паша       | 23 жовтня 1912       | Серби    |
| Киркларелійська битва          | Болгари         | Генерал Радко Димитрієв, генерал Іван Фічев         | Османи    | Махмуд Мухтар-паша       | 24 жовтня 1912       | Болгари  |
| Битва під Пенте Пігадія        | Греки           | Генерал-лейтенант Константинос Сапунзакіс           | Османи    | Есат-паша                | 6-12 листопада 1912  | Греки    |
| Прілепська битва               | Серби           |                                                     | Османи    |                          | 3 листопада 1912     | Серби    |
| Битва при Люле-Бургас          | Булгари         | Генерал Радко Димитрієв, генерал Іван Фічев         | Османи    | Абдула-паша              | 28-31 жовтня 1912    | Булгари  |
| Битва при Веві                 | Греки           |                                                     | Османи    |                          | 15 листопада 1912    | Османи   |
| Битва при Бітола               | Серби           | Петар Бойович                                       | Османи    | Зеккі-паша (генерал)     | 16-19 листопада 1912 | Серби    |
| Варненська битва               | Болгари         | Капітан Димітар Добрев                              | Османи    | Гусейн Рауф Бей          | 21 листопада 1912    | Болгари  |
| Битва при Еллі                 | Греки           | Контр-адмірал Павлос Кунтуріотіс                    | Османи    | Адмірал Раміз Бей        | 16 грудня 1912       | Греки    |
| Битва під Булайиром            | Османи          | Феті Бей                                            | Болгари   | Генерал Георгій Тодоров  | 26 січня 1913        | Болгари  |
| Чаркьойська битва              | Османи          | Енвер Бей                                           | Болгари   | Генерал Стиліян Ковачев  | 26-28 січня 1913     | Болгари  |
| Битва при Лемносі              | Греки           | Контр-адмірал Павлос Кунтуріотіс                    | Османи    |                          | 18 січня 1913        | Греки    |
| Битва під Бізані               | Греки           | Крон-принц Костянтин І                              | Османи    | Есат-паша                | 5-6 березня 1913     | Греки    |
| Облога Адріанополя             | Болгари і серби | Генерал Георгій Вазов, генерал Степа Степанович     | Османи    | Генерал Газі Шулкрі-паша | 11-13 березня 1913   | Болгари  |